# Deutsche Botschaft Port-of-Spain
Die Deutsche Botschaft Port-of-Spain ist die diplomatische Vertretung der Bundesrepublik Deutschland in der Republik Trinidad und Tobago. Der Leiter der Vertretung ist gleichzeitig als Botschafter in Antigua und Barbuda, Barbados, im Commonwealth Dominica, im Staat Grenada, in der Kooperativen Republik Guyana, in der Föderation St. Kitts und Nevis, in St. Lucia, St. Vincent und die Grenadinen sowie in der Republik Suriname akkreditiert. In den britischen Überseegebieten Anguilla, Britische Jungferninseln und Montserrat fungiert er als Generalkonsul.

## Lage und Gebäude

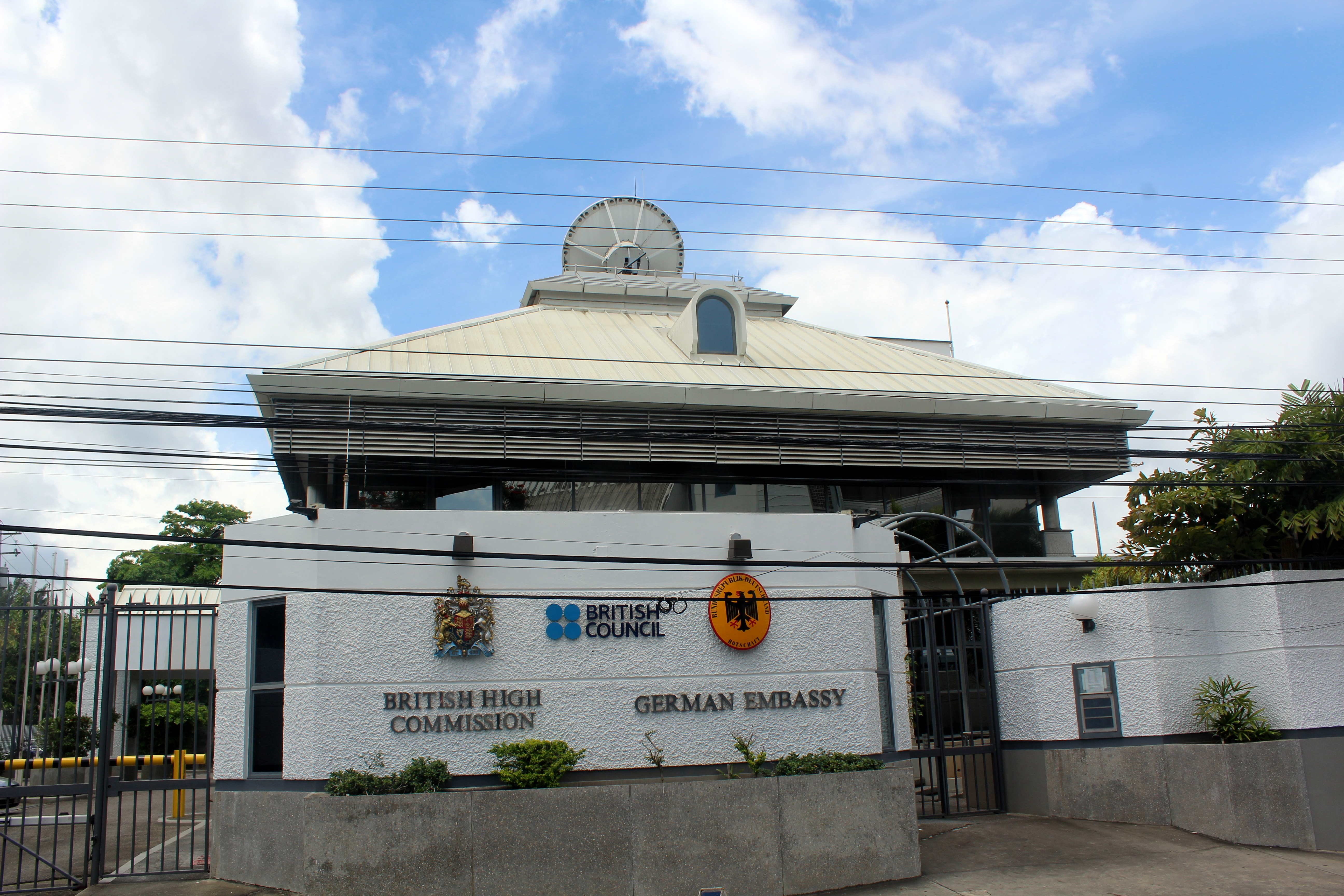
Botschaft Port-of-Spain im Gebäude der britischen Hochkommission (2016)

Die Kanzlei der Botschaft befindet sich im Nordosten des Zentrums der trinidadisch-tobagischen Hauptstadt Port of Spain. Die Straßenadresse lautet: 19 St. Clair Avenue, St. Clair, Port of Spain.
Die Botschaft ist mit in dem Gebäude der High Commission des Vereinigten Königreichs untergebracht. Ein beabsichtigter eigener Neubau wurde nicht weiter verfolgt, nachdem in der britischen Vertretung durch Umstrukturierung ein Raumangebot entstanden war.

## Auftrag und Organisation
Die Botschaft Port-of-Spain hat den Auftrag, die deutsch-trinidadisch-tobagischen Beziehungen zu pflegen, die deutschen Interessen gegenüber der Regierung von Trinidad und Tobago zu vertreten und die Bundesregierung über Entwicklungen in Trinidad und Tobago zu unterrichten. Gleiches gilt für die Staaten, in denen der Botschafter nebenakkreditiert ist.
In der Botschaft bestehen die Arbeitsbereiche Politik, Wirtschaft sowie Kultur und Bildung.
Das Referat für Rechts- und Konsularaufgaben der Botschaft bietet deutschen Staatsangehörigen konsularische Dienstleistungen und Hilfe in Notfällen an. Der konsularische Amtsbezirk der Botschaft umfasst Trinidad und Tobago, die Staaten, in denen der Leiter nebenakkreditiert ist, sowie die genannten britischen Überseegebiete. Die Visastelle erteilt Einreisegenehmigungen für einheimische Staatsangehörige und im konsularischen Amtsbezirk wohnhafte Bürger dritter Staaten, soweit diese der Visumspflicht unterliegen.
Honorarkonsuln der Bundesrepublik Deutschland sind in Antigua und Barbuda, Christ Church (Barbados), St. George’s (Grenada), Georgetown (Guyana), St. Kitts und Nevis, Soufrière (St. Lucia), Paramaribo (Suriname), Kingstown (St. Vincent) und Tortola (Britische Jungferninseln) bestellt und ansässig. Ferner hat die Botschaft Vertrauenspersonen in Salisbury (Dominica) und Buccoo (Tobago) benannt.

## Geschichte
Die Bundesrepublik Deutschland richtete am 23. August 1963 eine Botschaft in Port of Spain ein, nachdem Trinidad und Tobago am 31. August 1962 endgültig vom Vereinigten Königreich unabhängig geworden war.
Die DDR und Trinidad und Tobago nahmen am 16. Oktober 1987 diplomatische Beziehungen auf, die mit dem Beitritt der DDR zur Bundesrepublik Deutschland im Jahr 1990 endeten. Es kam nicht zu einem Austausch von Botschaftern.